# Jack Pickford
Jack Pickford (18 de agosto de 1896 - 3 de enero de 1933) fue un actor estadounidense nacido en Canadá.

## Inicio de su carrera
Su verdadero nombre era John Charles Smith. Nació en Toronto, Ontario (Canadá). Era el hermano menor de las actrices Mary Pickford y Lottie Pickford. Al igual que a ellas, su madre, Charlotte Hennessy, le hizo actuar en el escenario siendo niño. En 1910, con solo catorce años y con la ayuda de su hermana Mary, firmó un contrato con Biograph Studios para trabajar en el cine. 
Cuando Biograph abrió sus estudios en Hollywood, California, la familia Pickford se trasladó al oeste. Jack consiguió un lucrativo contrato con First Nacional Pictures, y se ganó el respeto por su interpretación del papel de Pip en la adaptación de la obra de Charles Dickens Grandes esperanzas y por el papel principal en la película de 1917 Tom Sawyer, basada en la obra de Mark Twain.

## Vida lujosa
A pesar de su imagen de un chico normal y agradable, la vida privada de Jack Pickford estaba unida al alcohol, las drogas y las mujeres, todo lo cual finalizó con el alcoholismo y con el contagio de la sífilis, la cual sería finalmente el motivo de su muerte. En aquella época, los estudios cinematográficos ocultaban la conducta de sus estrellas, pero en el ambiente de Hollywood las “hazañas” privadas de Jack Pickford le hicieron famoso. 
Gastó dinero de manera frívola, y con frecuencia tuvo que pedir ayuda a su familia. Según empeoraba su conducta, hacía cada vez menos películas, disminuyendo así sus ingresos.
A principios de 1918, una vez los Estados Unidos entraron en la Primera Guerra Mundial, Jack Pickford se alistó en la Armada. Utilizando su famoso apellido, se vio involucrado en una trama que permitía a los jóvenes adinerados pagar sobornos para evitar el servicio militar, así como para procurar mujeres a los oficiales. Por todo ello estuvo a punto de ser licenciado con deshonra, y se ha especulado que su hermana (en esa época una actriz famosa y poderosa) influyó para que la licencia fuera por motivos médicos.
Su primer matrimonio, en 1916, con Olive Thomas (nacida Olive Duffy, exesposa de Bernhard Krugh Thomas, 1894-1920), una actriz nacida en Pensilvania, antigua corista y modelo y conocida adicta a la heroína, fue tormentoso desde el inicio, aunque ella fue el amor de su vida. Sin embargo, durante una filmación en París, Francia, salieron una noche a divertirse por los locales de Montparnasse. De vuelta a su habitación en el Hotel Ritz, sobre las tres de la madrugada, Olive falleció tras ingerir una gran dosis de cloruro de mercurio, que le había sido prescrito a su marido para tratar su enfermedad venérea; infectado en 1917, había transmitido a Thomas no solo la enfermedad, sino también el medicamento usado para tratarla. La investigación policial de esta muerte se centró en Pickford, pero no llegó a haber acusación formal. 
Casado dos veces más sin éxito, incluyendo el matrimonio con la célebre bailarina de Broadway Marilyn Miller desde 1922 a 1927, en 1932 Jack Pickford se encontraba nuevamente solo, con su salud empeorando a causa de la sífilis y las secuelas de su adicción a las drogas y el alcohol.
Su último trabajo para el cine fue en Gang War (1928), una película independiente hecha para FBO Pictures.
Jack falleció en el Hospital Americano de París el 3 de enero de 1932, a los treinta y seis años de edad, de lo que se llamó una «neuritis progresiva múltiple que atacó todos sus centros nerviosos». Desde la habitación en la que murió podía verse la ventana de la habitación en la que había fallecido trece años antes Olive Thomas. Su hermana, Mary Pickford, repatrió el cuerpo a Los Ángeles, California, donde fue enterrado en el cementerio Forest Lawn Memorial Park en Glendale, California.
Jack Pickford tiene una estrella en el Paseo de la Fama de Hollywood, en el 1523 de Vine Street.

## Filmografía
1910:
- The Kid
- The Newlyweds
- The Smoker
- The Modern Prodigal
- Muggsy Becomes a Hero
- In Life's Cycle
- The Oath and the Man
- Examination Day at School
- The Iconoclast
- Two Little Waifs
- A Plainsong
- A Child's Stratagem
- The Lesson

1911:
- The Poor Sick Men
- White Roses
- A Decree of Destiny
- The Stuff Heroes are Made Of

1912:
- The Massacre
- Kate Katchem
- A Dash Through the Clouds
- The School Teacher and the Waif
- An Indian Summer
- What the Doctor Ordered
- A Child's Remorse
- The Inner Circle
- Mr. Grouch at the Seashore
- A Pueblo Legend
- A Feud in the Kentucky Hills
- The Musketeers of Pig Alley
- Heredity
- The Informer
- The New York Hat

1913:
- The Unwelcome Guest

1914:
- The Mysterious Shot
- Liberty Belles
- The Gangsters of New York
- Home Sweet Home
- The Eagle's Mate
- Wildflower
- His Last Dollar

1915:
- The Love Route
- The Commanding Officer
- Fanchon the Cricket
- The Pretty Sister of José
- A Girl of Yesterday

1916:
- Seventeen
- Poor Little Peppina

1917:
- What Money Can't Buy
- Great Expectations
- The Dummy
- The Varmint
- Ghost House
- Jack and Jill
- Tom Sawyer

1918:
- Spirit of '17
- Huck and Tom
- His Majesty, Bunker Bean
- Mr. Fix-It
- Sandy

1919:
- In The Wrong
- Bill Apperson's Boy
- Burglar by Proxy - (Jack Pickford Productions)

1920:
- The Little Shepherd of Kingdom Come

1921:
- The Man Who Had Everything
- Just Out of College

1923:
- Hollywood
- Garrison's Finish

1924:
- The Hill Billy

1925:
- Waking Up the Town
- My Son
- The Goose Woman (La mujer de los gansos)

1926:
- The Bat
- Brown of Harvard
- Exit Smiling

1928:
- Gang War

1930:
- All Square (su última película)